# Shasekishū
Le Shasekishū (沙石集), aussi prononcé Sasekishū, « Collection de sable et de pierre », est une anthologie en dix rouleaux de 150 histoires  bouddhistes édifiantes et souvent drôles qui se passent au Japon, compilées entre 1279 et 1283, durant l'époque de Kamakura (1185–1333), par le moine bouddhiste Mujū. 

## Le titre

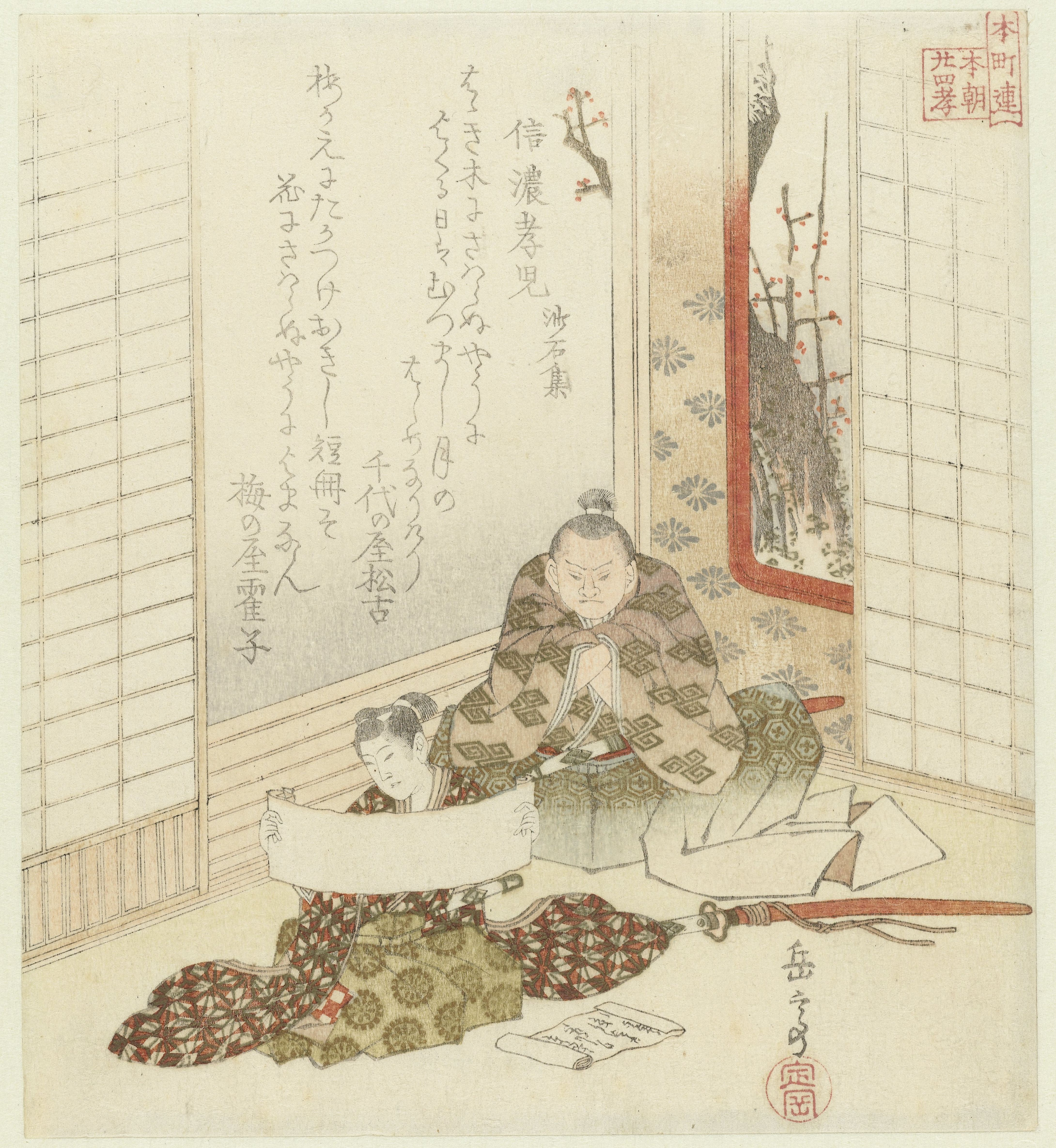
L'enfant obéissant de la province de Shinano. Surimono illustrant un exemplaire du Shasekishû. Gravure sur bois par Yashima Gakutei, vers 1820 - 1825. L'œuvre illustre l'histoire d'un homme qui restitue un terrain au fils désargenté de l'homme décédé à qui il l'avait acheté.

La préface au livre explique le titre: « Ceux qui cherchent de l'or l'extraient du sable; ceux qui gardent précieusement les bijoux ramassent des cailloux qu'ils polissent ensuite. » Ce qui signifie que cette collection d'histoires cherche à expliquer de profondes vérités du bouddhisme telles qu'on peut les dégager de la vie dans le monde. 

## Les histoires
Par le biais d'anecdotes inspirée par la vie quotidienne du peuple, l'ouvrage présente les enseignements du bouddhisme et de sa morale. L'auteur fait preuve d'érudition, et sa pensée se manifeste dans les commentaires et les passages destinés à l'édification du public. Le tout offre un tableau très vivant de la vie des gens simples dans l'Est du Japon, à la fin du XIIIe siècle. 
En fait, l'auteur, Muju, livre des centaines d'anecdotes qu'il a réunies qui sont une mine d'informations de première main sur le Japon de l'époque. On y apprend quantité de choses sur les mœurs et leur décadence, sur les croyances, les rites et les superstitions. On y découvre encore moult légendes ainsi que la vie quotidienne de la population dans ses différentes classes. S'inscrivant dans une tradition bouddhiste répandue, Muju n'hésite pas à s'en prendre aux laïcs ainsi qu'aux moines et nonnes bouddhistes qui ne respectent pas leurs engagements et qui vont jusqu'à provoquer des scandales. Mais plutôt que d'exprimer son indignation, il teinte souvent ces portraits d'un humour très japonais.
La plupart des histoires traitent de thèmes liés au non attachement ainsi qu'à la rétribution karmique, rétribution karmique et à des valeurs comme la loyauté, la piété filiale ou la fidélité. 
Le ton humoristique de l'ouvrage lui a valu une grande popularité durant la période d'Edo (1603-1868), au cours de laquelle il a connu plusieurs réimpressions.

#### Traductions
- Ichien Muju (trad. du jap., préfacé et commenté par Hartmut O. Rotermund), Collection de sable et de pierres, Paris, Gallimard, coll. « Connaissance de l'Orient », 1980, 361 p. (ISBN 978-2-070-29078-9)
- Paul Reps et Nyogen Senzaki (éd.) (trad. de l'angl. par Claude Mallerin), 101 Contes Zen, Paris, Synchronique, 2022 (1re éd. 2018), 144 p. (ISBN 978-2-382-39018-4)Dans ces 101 histoires, les auteurs reprennent un certain nombre de textes du Shasekishū à côté d'autres dus à maîtres zen jusqu'à la fin du XIXe siècle. Cependant, l'origine de chaque histoires n'est pas précisée.
- (en) Sand and Pebbles: The Tales of Muju Ichien, a Voice of Pluralism in Kamakura Buddhism (trad. Robert E. Morrell), New York, State University of New York Press, 1985, 383 p. (ISBN 978-0-887-06059-5, lire en ligne)Étude et traduction partielle

#### Études
- André Bareau, « I. Muju. Collection de sable et de pierres, Shasekishû, traduit du japonais, préfacé et commenté par H. O. Rotermund » (Compte-rendu), Revue de l'histoire des religions, vol. 198, no 2,‎ 1981, p. 230-231 (lire en ligne)
- (en) Robert E. Buswell Jr. et Donald S. Lopez Jr., The Princeton Dictionary of Buddhism, Princeton, Princeton University Press, 2014, xxxii + 1265 (ISBN 978-0-691-15786-3), p. 799
- Hartmut O. Rotermund, « Ars praedicandi - Théorie et pratique dans le Japon médiéval et moderne », Comptes rendus des séances de l'Académie des Inscriptions et Belles-Lettres, vol. 146, no 3,‎ 2002, p. 935-967 (lire en ligne)
- « 290. Shaseki-shū », dans Iwao Seiichi et al., Dictionnaire historique du Japon, vol. 18 (Lettre S-2), Tokyo, Librairie Kinokuniya, 1992 (lire en ligne), p. 11
- Jacqueline Colay, Shasekishu, miroir d'une personnalité, miroir d'une époque (Thèse de doctorat dactylographiée; p. 1-181: étude; p. 182-344: traduction partielle), University of British Columbia, 1974, IX + 364 p. (lire en ligne)

##### En japonais
- (ja) Jun Kubota, Iwanami Nihon Koten Bungaku Jiten [« Dictionnaire Iwani de la littérature japonaise classique. Édition abrégée »], Tokyo, Iwanami Shoten, 2007 (ISBN 978-4-000-80310-6)
- (ja) Collectif, Nihon Koten Bungaku Daijiten: Kan'yakuban, Tokyo, Iwanami Shoten, 1986 (ISBN 4-00-080067-1)

- (ja) Tsunaya Watanabe, Nihon Koten Bungaku [« Dictionnaire Iwanami de la littérature classique japonaise »], Tokyo, Iwanami Shoten, 1966 (ISBN 4-00-060085-0), p. 85: « Shasekishū »